# White Christmas (película)
White Christmas (Blanca Navidad en Hispanoamérica y Navidades blancas en España) es una película estadounidense de 1954, comedia romántica musical dirigida por Michael Curtiz y protagonizada por Bing Crosby, Danny Kaye, Rosemary Clooney, y Vera-Ellen. Fue filmada en VistaVision y Technicolor, y se caracteriza por tener canciones compuestas por Irving Berlin, incluyendo una nueva versión de la canción que da nombre a la película, "White Christmas", introducida por Crosby en la película Holiday Inn.
La película fue producida y distribuida por Paramount Pictures, la película es notable por ser la primera que se lanzó en VistaVision, un proceso desarrollado por Paramount que utilizaba el doble de la superficie del filme estándar de 35mm; este negativo de gran área se empleaba para producir impresiones estándares de 35mm con mayor fidelidad.

## Trama
En la víspera de Navidad de 1944, en algún lugar indeterminado en Europa, dos veteranos estadounidenses de la Segunda Guerra Mundial, uno de ellos un artista de Broadway, el capitán Bob Wallace (Bing Crosby), el otro un artista ambicioso, el soldado Phil Davis (Danny Kaye), actúan para la 151a División. Sin embargo, corre el rumor de que su apreciado comandante, el Mayor Thomas F. Waverly (Dean Jagger), será liberado del mando. Él llega al final del espectáculo y ofrece una despedida emocional. Los hombres le dan una conmovedora despedida ("The Old Man")
Después de la guerra, Bob y Phil se hacen populares en clubes nocturnos, radio y finalmente en Broadway, y eventualmente se hacen productores exitosos. El par monta su éxito musical titulado Playing Around. El mismo día ellos reciben una carta de "Cara-pecosa Haynes, el chico con cara de perro", su sargento en la guerra, pidiéndoles que vean un acto que sus dos hermanas están preparando.

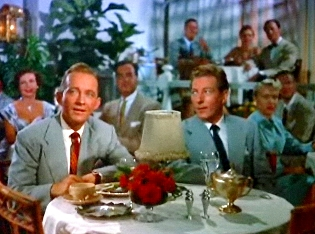
Bing Crosby y Danny Kaye

Cuando van al club a ver el espectáculo ("Sisters"), Phil se percata de que Bob está encantado con Betty (Rosemary Clooney). Phil sólo tiene ojos para su hermana, Judy (Vera-Ellen). Betty y Judy se sientan con Bob y Phil, Phil y Judy bailan para que Bob y Betty se queden a solas para conocerse mejor. Phil y Judy se enamoran rápidamente ("The Best Things Happen While You're Dancing"). Bob y Betty no hacen lo mismo y llegan a discutir acerca de cómo Bob piensa que todos en el show business tienen una cara oculta.
Judy y Betty se dirigen al Columbia Inn en Pine Tree, Vermont, donde deben actuar en las fiestas de diciembre. Debido a un desacuerdo con su casero, las mujeres deben salir inmediatamente, así que Phil le cede a las hermanas las comodidades en el cuarto de dormir del tren, que le pertenecen a él y a Bob. Ellos abordan el tren después y Bob está extremadamente enojado por tener que pasar la noche en el carro club en su camino a Nueva York. Betty y Judy los acompañan más tarde, agradeciéndoles profundamente por los boletos y los convencen de ir con ellas a Pine Tree ("Snow").
Cuando el tren llega a Pine Tree, no hay nada de nieve alrededor, y la probabilidad de que nieve parece escasa. Bob y Phil descubren que el hotel está administrado por su ahora excomandante, el general Waverly. Waverly ha invertido todos sus ahorros en el lugar, que está en riesgo de fracasar porque no hay nieve y por ello no hay huéspedes. Para atraer visitantes al hotel, Bob y Phil deciden traer a todo el elenco de su musical "Playing Around", y le añaden a Betty y a Judy. La relación de Bob y Betty aflora ("Count Your Blessings") y pasan mucho tiempo juntos. Mientras tanto, Bob se entera de que el General ha solicitado volver a entrar al ejército y le ha sido denegado. Entonces Bob decide probarle al General que aún no está olvidado.
Bob llama a Ed Harrison (Johnny Grant), un viejo amigo del ejército, ahora el anfitrión de un exitoso show de variedades, y le pide organizar una invitación televisada a todos los hombres que sirvieron en el ejército bajo el mando del General para que acudan al hotel en Víspera de Navidad para darle una sorpresa. En respuesta, Harrison les sugiere que arriesguen todo y que pongan su show en televisión nacional para darle publicidad gratis a Wallace y Davis, pero Bob insiste que esto no tiene nada que ver con su negocio. Sin que Bob lo sepa, la entrometida aya Emma Allen (Mary Wickes) escucha la conversación, pero solo escucha la parte de la publicidad gratis pero no el rechazo de Bob.
Emma, creyendo equivocadamente que su amado jefe será presentado como una figura lamentable en una transmisión nacional, le revela a Betty lo que escuchó, para sorpresa de ésta. El malentendido causa que Betty sea súbitamente indiferente hacia Bob. Mientras esto ocurre, Judy se convence de que Betty nunca comenzará una relación seria hasta que Judy esté comprometida o casada. Ella presiona a Phil, quien está vacilante, a anunciar un falso compromiso de matrimonio, pero el plan no sale como fue planeado y Betty anuncia súbitamente que sale hacia Nueva York para aceptar una oferta de trabajo, aprovechando que Judy será cuidada por su prometido.
Phil y Judy le confiesan a Bob que el compromiso era falso. Bob, aún ignorante de la verdadera razón por la frialdad de Betty, va a Nueva York para el Show de Ed Harison, pero decide detenerse para intentar convencer a Betty de regresar. Bob ve el nuevo acto de Betty ("Love, You Didn't Do Right by Me") y revela la verdad sobre el compromiso, lo que hace que Betty sea más cálida con él, pero es llamado por Ed Harrison antes de saber qué es lo que realmente le molesta. De regreso en el hotel, Phil finge estar herido para distraer al General para que no vea la transmisión del anuncio de Bob.
En la transmisión, Bob invita a los veteranos de la 151a División a que vayan a Pine Tree, Vermont, en la víspera de Navidad ("What Can You Do with a General"). Betty logra ver el anuncio televisado y se da cuenta de que estaba equivocada. Entonces regresa a Pine Tree a tiempo para el espectáculo de Víspera de Navidad, pero solo se lo dice a Judy. Toda la división llega en secreto a Pine Tree. Cuando el general entra en el edificio, le saluda toda su antigua división, que canta el coro de The Old Man. Justo cuando el siguiente número ("Gee, I Wish I was Back in the Army") termina, se entera de que está nevando al fin.
Al final, Bob y Betty declaran su amor mutuo, al igual que Phil y Judy. El fondo del set es removido para mostrar que está nevando, todos alzan sus copas y hacen un brindis:

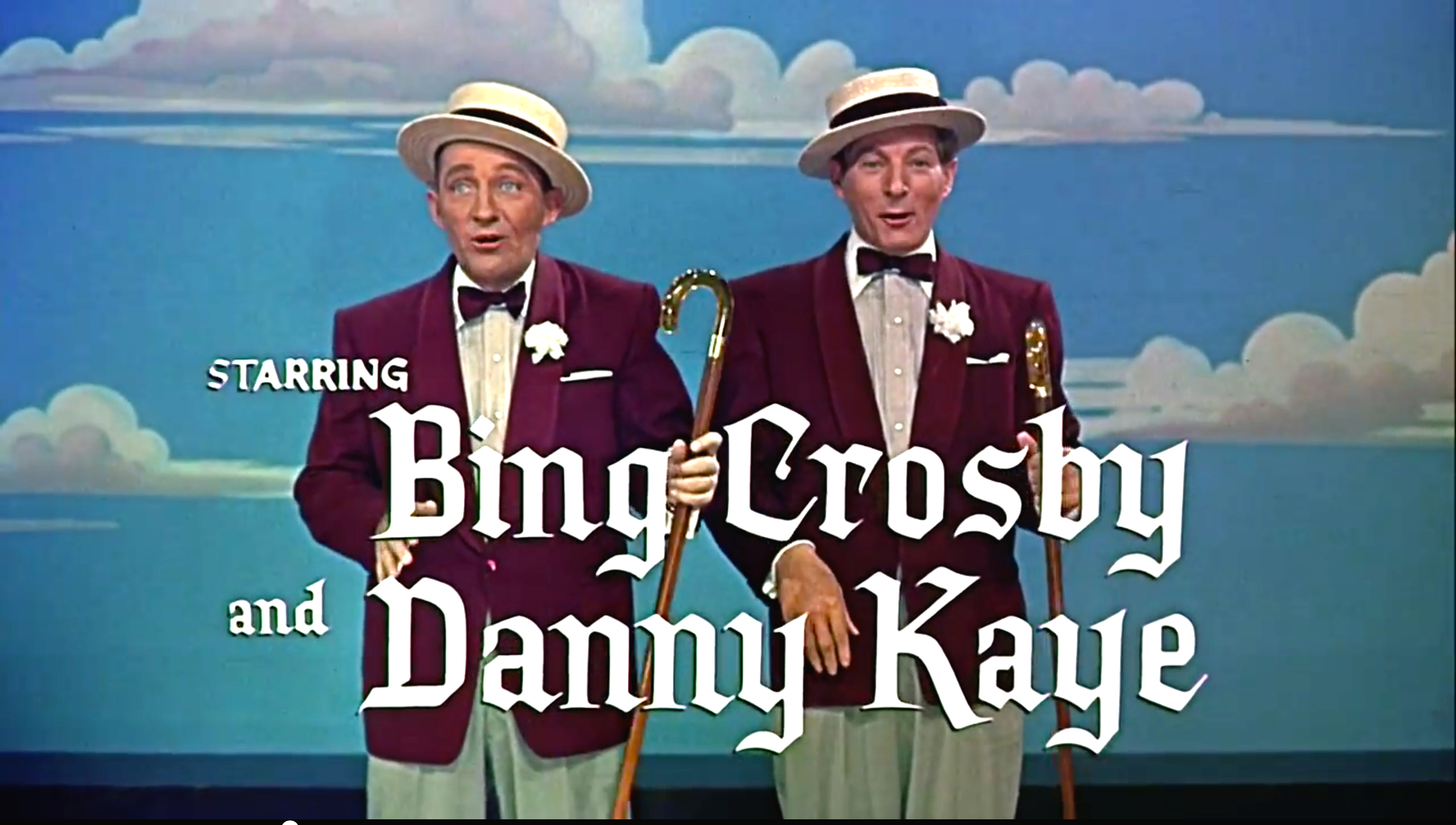
Bing Crosby y Danny Kaye

May your days be merry and bright;
 and may all your Christmases be white
Que tus días sean alegres y brillantes;
 y que todas tus Navidades sean blancas

## Reparto
| - Bing Crosby como Bob Wallace - Danny Kaye como Phil Davis - Rosemary Clooney como Betty Haynes - Vera-Ellen como Judy Haynes - Dean Jagger como el general Tom Waverly - Mary Wickes como Emma Allen | - Johnny Grant como Ed Harrison - John Brascia como Joe, el compañero de baile de Judy Haynes - Anne Whitfield como Susan Waverly - Percy Helton como el maquinista del tren - I. Stanford Jolley como el guardavía - Barrie Chase como Doris Lenz | - George Chakiris como bailarín acompañante de Betty Haynes - Sig Ruman como casero - Grady Sutton como invitado del general - Herb Vigran como Novello |

## Canciones
- "White Christmas" (Crosby)
- "The Old Man" (Crosby, Kaye, y coro masculino)
- Popurrí: "Heat Wave"/"Let Me Sing and I'm Happy"/"Blue Skies" (Crosby y Kaye)
- "Sisters" (Clooney y Vera-Ellen)
- "The Best Things Happen While You're Dancing" (Kaye con Vera-Ellen)
- "Sisters (reprise)" (sincronizado por Crosby y Kaye)
- "Snow" (Crosby, Kaye, Clooney y Vera-Ellen)
- Número de trovador: "I'd Rather See a Minstrel Show"/"Mister Bones"/"Mandy" (Crosby, Kaye, Clooney y coro)
- "Count Your Blessings (Instead of Sheep)" (Crosby  Clooney)
- "Choreography" (Kaye)
- "The Best Things Happen While You're Dancing (reprise)" (Kaye y coro)
- "Abraham" (instrumental)
- "Love, You Didn't Do Right By Me" (Clooney)
- "What Can You Do with a General?" (Crosby)
- "The Old Man (reprise)" (Crosby y coro masculino)
- "Gee, I Wish I Was Back in the Army" (Crosby, Kaye, Clooney y Stevens)
- "White Christmas (final)" (Crosby, Kaye, Clooney, Stevens y Chorus)

Todas las canciones fueron escritas por Irving Berlin. La pieza central de la película es la canción homónima White Christmas, usada por primera vez en Holiday Inn, que ganó un Óscar por Mejor Canción Original en 1942. Además, Count Your Blessings le ganó a la película su propia nominación al Óscar en la misma categoría.
La canción "Snow" fue escrita originalmente para Call Me Madam con el título "Free", pero fue rechazado más tarde. La melodía y parte de la letra fueron conservadas, pero la letra en general cambió para ser más apropiada para una película de Navidad. Por ejemplo, unos de los versos de la canción original dicen:

Free- the only thing worth fighting for is to be free
Free- A different world you'd see if it were left to me.

Un "demo" de la canción original existe en el CD Irving Sings Berlin.
La canción "What Can You Do with a General?" fue escrita originalmente para un proyecto no producido llamado Stars on My Shoulders
Trudy Stevens proveyó la voz cantante para Vera-Ellen, excepto para "Sisters", en la que Rosemary Clooney cantó ambas partes. No fue posible lanzar un "álbum de banda sonora original" de la película, ya que Decca Records controlaba los derechos de la banda sonora, pero Clooney estaba en un contrato exclusivo con Columbia Records. Consecuentemente, cada compañía lanzó una "grabación de banda sonora" por separado: Decca publicó Selections from Irving Berlin's White Christmas, mientras que Columbia publicó  Irving Berlin's White Christmas. En este último, la canción "Sisters" (así como todas las partes vocales de Clooney) fueron grabadas por Peggy Lee, mientras que en el primero, la canción fue interpretada por Rosemary Clooney y su hermana Betty.
Berlin escribió "A Singer, A Dancer" para Crosby y Fred Astaire, quien era su coestelar planeado, pero cuando Astaire no estuvo disponible, Berlin la reescribió como "A Crooner- A Comic" para Crosby y Donald O'Connor, pero cuando O'Connor dejó el proyecto, se abandonó la canción. Otra canción escrita para la película fue "Sittin' in the Sun (Countin' My Money)" pero debido a retrasos en la producción, Berlin decidió publicarla independientemente. Crosby y Kaye también grabaron otra canción de Berlin ("Santa Claus") para la escena inicial de víspera de Navidad en la Segunda Guerra Mundial, pero no fue usada en la versión final de la película. La grabación de la canción aún sobrevive y puede escucharse en una grabación de Bear Family Records

## Producción

### Sobre el reparto

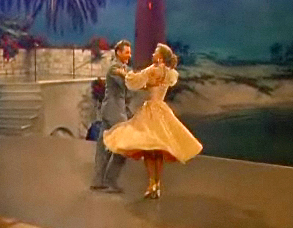
Danny Kaye y Vera-Ellen

White Christmas fue pensada para reunir a Crosby y a Fred Astaire para su tercera colaboración en un musical de Irving Berlin. Crosby y Astaire ya habían co-estelarizado en Holiday Inn (1942)- cuando White Christmas apareció por primera vez- y en Blue Skies (1946). Astaire se retiró del proyecto después de leer el guion y solicitó la cancelación de su contrato con Paramount. Crosby también abandonó el proyecto poco después para pasar más tiempo con sis hijos después de la muerte de su esposa Dixie Lee. Hacia el final de enero de 1953, Crosby regresó al proyecto, y Donald O'Connor fue asignado para reemplazar a Astaire. Justo antes de comenzar el rodaje, O'Connor tuvo que declinar por motivos de salud y fue reemplazado por Danny Kaye, quien pidió y recibió un salario de 200,000 dólares y 10% de las ganancias. Financiaeramente, la película fue una alianza entre Crosby e Irving Berlin, quienes se repartieron las ganancias, y Paramount, quien recibió la otra mitad
En la película aparecen varios actores y actrices que más tarde se harían famosos. La bailarina Barrie Chase aparece sin mención como el personaje Doris Lenz ("Mutual, I'm sure!"). El futuro galardonado con el premio de la Academia, George Chakiris también aparece en la película como uno de los bailarines vestidos de negro alrededor de Rosemary Clooney en "Love, You Didn't Do Right by Me". John Brascia lidera al grupo de bailarines y aparece opuesto a Vera-Ellen en varias partes de la película, particularmente en los números "Mandy" y "Choreography". La foto que Vera-Ellen muestra de su hermano Benny (al que Phil se refiere como "Cara-pecosa Haynes, el chico con cara de perro") es de hecho una fotografía de Carl Switzer, quien interpretaría a Alfalfa en Our Gang, en uniforme militar.

Una escena de la película con Crosby y Kay fue televisada un año después del lanzamiento de la película, el día de Navidad 1955 en el episodio final del show de la NBC, The Colgate Comedy Hour.

### Rodaje
La fotografía se llevó a cabo de septiembre a diciembre de 1953. La película fue la primera en ser filmada usando un nuevo proceso de Paramount llamado VistaVision, con color de Technicolor, y también introdujo el sistema de sonido direccional Perspecta que usaba tres tonos inaudibles para panear el sonido monoaural hacia la izquierda, centro o derecha.

### Sonido
Al igual que con Easter Parade pero al contrario de otros musicales de la década, que han podido ser remezclados en estéreo o 5.1, es imposible hacer esto con White Christmas debido a que, aunque la película fue lanzada de forma extremadamente limitada con una mezcla estéreo de tres canales a una impresión de 4 bandas, no se ha hecho ninguna impresión estéreo a partir de todos los elementos conocidos. 
Todas las grabaciones originales para tanto las pre- y post-grabaciones de la película se perdieron en un incendio, y todo lo que queda es un máster monoaural de alta fidelidad, preparado para el lanzamiento internacional, y un máster compuesto monoaural de baja fidelidad que incluye todo el diálogo, efectos de sonido y otros elementos. Estos fueron restaurados y combinados para el lanzamiento en LaserDisc; sin embargo, en las nuevos relanzamientos el compuesto monoaural ocupa el centro frontal y la banda que tiene solamente la música es ampliada y colocada en los alrededores por sí misma.

## Lanzamiento y recepción crítica
A Bosley Crowther del New York Times no le impresionó: "...el uso de VistaVision, que es otro proceso de proyectar en una pantalla ancha y plana ha hecho posible darle a White Christmas una alta calidad de imagen. Los colores en la pantalla grande son ricos e iluminados, las imágenes son claras y agudas, y los movimientos rápidos no se ven borrosos- o con muy poca pérdida de imagen- que a veces se ve en otras grandes pantallas. El director Michael Curtiz ha hecho que esta película se vea bien. Es muy malo que no estimula a los tímpanos y al humor con fuerzas iguales"
Variety escribió una crítica positiva: "White Christmas debe ser natural en la taquilla, introduciendo el nuevo sistema VistaVision de Paramount con una combinación tan candente como Bing Crosby, Danny Kaye y una banda sonora de Irving Berlin... Crosby y Kaye, junto con VV, mantienen el entretenimiento continuo en este bien ensamblada producción de Robert Emmett Dolan, funcionando tan bien que la agrupación debería pedir repeticiones... Ciertamente él (Crosby) nunca ha tenido un mejor compañero que Kaye con el cual rebotar su despreocupación.
White Cristmas fue muy popular con el público, recaudó 12 millones de dólares en su lanzamiento en cines- 102.7 millones de dólares de 2012 ajustando por inflación- haciendéndola la película mejor vendida de 1954 por un amplio margen. La segunda película mejor vendida de ese año, El motín del Caine, recabó 8.7 millones de dólares.
También hubo un relanzamiento en cines de Estados Unidos en 1961.
La película está reconocida en varias listas de la American Film Institute:
- 2004: 100 años... 100 canciones:
  - "Count Your Blessings (Instead of Sheep)" - nominada.[17]
- 2006: AFI's Greatest Movie Musicals - nominada.[18]

Seis décadas después de su lanzamiento, White Christmas aún se encuentra en la cultura popular, así como en rutinas de nuevo burlesque.

## Lanzamiento para medios domésticos
White Christmas fue lanzado en VHS en 1986 y de nuevo en 1997.
Su primer lanzamiento en DVD fue en 2000. Después fue relanzada en 2009 y una vez más en 2014 como una "Edición de aniversario de diamante" en 4 discos. Esta colección contiene un disco Blu-ray, con comentarios de Clooney, así como dos copias del DVD y un cuarto disco de canciones navideñas en disco compacto. Estas canciones son interpretadas individualmente por Crosby, Clooney y Kaye.
Su primer lanzamiento en Blu-ray fue en 2010 y relanzada en 2014 como parte de la edición de aniversario arriba mencionada.

## Adaptación a teatro
Una adaptación de teatro del musical, titulado Irving Berlin's White Christmas (lit. La Blanca Navidad de Irving Berlin) fue estrenada en San Francisco en 2004 y se presentó en varios escenarios en los Estados Unidos, incluyendo en Boston, Búfalo, Los Ángeles, Detroit y Louisville. El musical tuvo presentaciones modestas en el circuito de Broadway en el Marquis, entre el 14 de noviembre de 2008 hasta el 4 de enero de 2009. El musical también tuvo un tour en el Reino Unido entre 2006 y 2008. Entre noviembre de 2010 y enero de 2011 se presentó en el Sunderland Empire Theatre en Sunderland, después de una sesión exitosa en Mánchester y continuó en varias ciudades, terminando con una temporada en Londres al final de 2014.